# Jake DeBrusk
Jake DeBrusk (ur. 17 października 1996 w Edmonton, Alberta, Kanada) – hokeista kanadyjski, gracz ligi NHL.

## Kariera klubowa
- Swift Current Broncos (2013 - 12.11.2015)
- Boston Bruins (12.11.2015 - nadal)
  -  Red Deer Rebels (27.12.2015 - 2016)
  -  Providence Bruins (2016 - 2017)

## Sukcesy
Klubowe
- Prince of Wales Trophy z zespołem Boston Bruins w sezonie 2018-2019